# Seđuđ
Seđuđ (mađ. Tótszentgyörgy) je selo u južnoj Mađarskoj.
Zauzima površinu od 7,50 km četvornih.

## Zemljopisni položaj
Nalazi se na 46° 3' sjeverne zemljopisne širine i 17° 43' istočne zemljopisne dužine. Mrnja je 1,5 km sjeverozapadno, Somogyhatvan je 5 km sjeverno, Pokloša je 2 km sjeveroistočno, Bašalija je 4,5 km sjeveroistočno, kotarsko sjedište Siget je 4,5 km istočno, Molvar je 2 km jugoistočno, Nemeška je 2,5 km jugozapadno, a Dopsa je 4 km zapadno.

## Upravna organizacija
Upravno pripada Sigetskoj mikroregiji u Baranjskoj županiji. Poštanski broj je 7981.

## Povijest
Mjesto je vjerojatno dobilo ime po crkvi sv. Jurja koja se nalazila u selu. Odatle szentgyörgy u imenu. 
Ime Tót označava slovačko plemstvo koje se u 17. stoljeću doselilo u ove krajeve iz ondašnje Gornje Ugarske (danas Horná zem u Slovačkoj).
1200. se selo spominje pod imenom Schengurg.
Za vrijeme turskih osvajanja selo je opustilo, a stanovnici su pobjegli u sigetsku tvrđavu.
Prema popisu stanovništva u Mađarskoj 1910. je u selu bilo 389 st., od čega 379 Mađara. 109 su bili rimokatolici, a 280 je bilo reformiranih.

## Promet
Dva km južno od sela prolazi željeznička prometnica Barča-Siget.

## Stanovništvo
Seđuđ ima 182 stanovnika (2001.). Većina su Mađari s preko 80%, a manjinsku samoupravu imaju Romi, koji čine blizu 2%. Neizjašnjena je petina sela. Rimokatolici su polovica stanovnika, a kalvinista je više od četvrtine. Nepoznata je vjeroispovjed za petinu stanovnika.

## Vanjske poveznice
- Seđuđ na fallingrain.com